# Lenze Meinsma

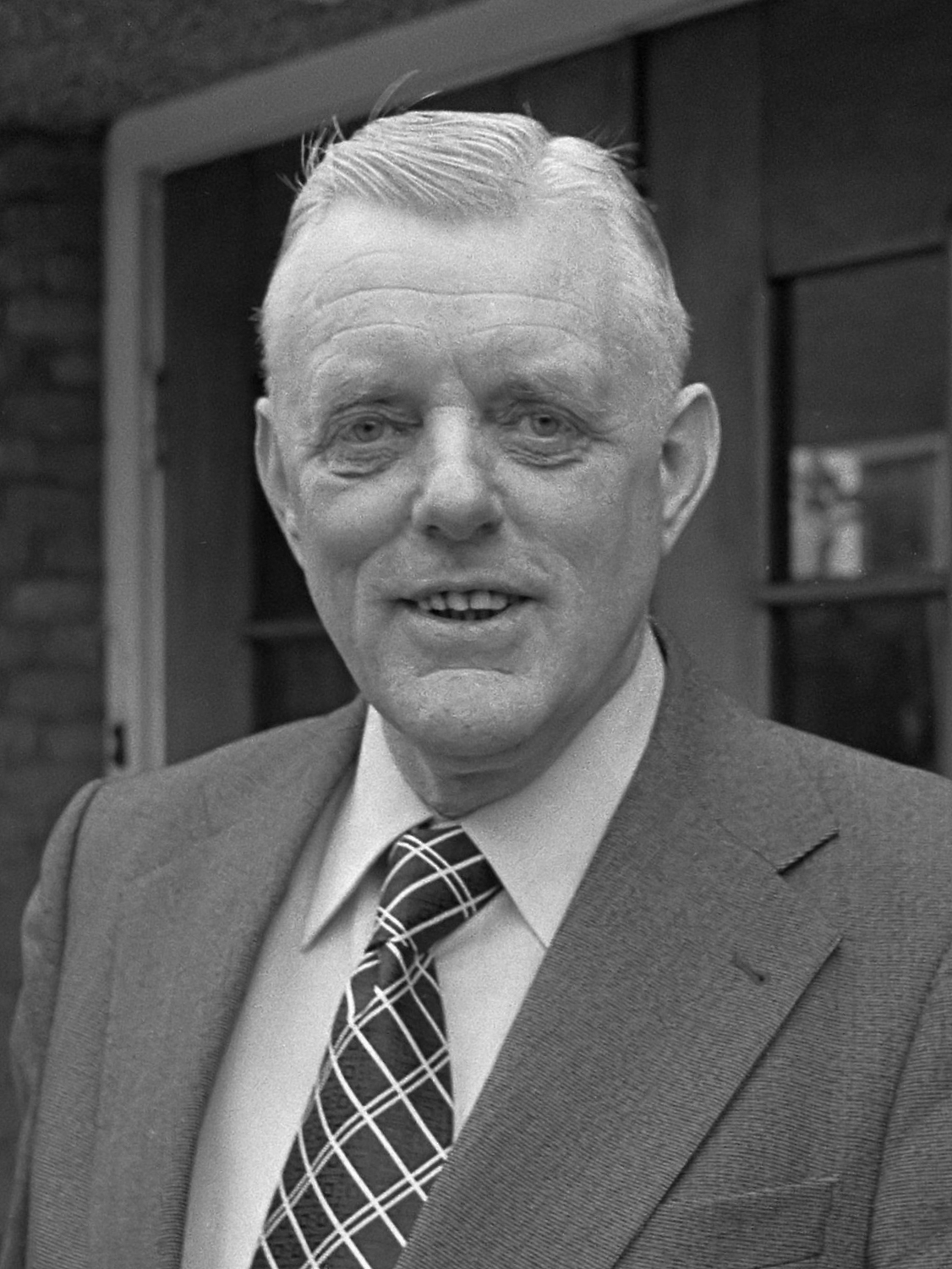
Lenze Meinsma (1975)

Lenze Meinsma (Makkum, 8 november 1923 – Bolsward, 19 december 2008) was een Nederlandse arts.
Meinsma begon kort na de Tweede Wereldoorlog aan zijn geneeskundestudie aan de universiteit in Groningen. Hij promoveerde op een proefschrift over de gezondheidsrisico's van roken. Tussen 1953 en 1978 stond hij als directeur aan het roer bij de KWF Kankerbestrijding. Lenze Meinsma was ook prominent lid van de Vereniging tegen de Kwakzalverij, van 1979 tot 1981 als voorzitter.
Meinsma gaf op onverbloemde wijze voorlichting over de gevaren van roken. Hij was de initiator van de eerste stoppen met roken-acties.
Met een geringe subsidie van de overheid werkte hij vanaf 1963 vasthoudend aan een tabaksontmoedigingsbeleid. Van zijn collega's kreeg hij gedurende lange tijd weinig steun. Zijn oproep in 1965 aan de medische professie om de strijd tegen het roken aan te gaan werd vooralsnog genegeerd. In 1969 publiceerde hij ’'Roken en Risico's'’, dat ook wel 'het rode boekje van Meinsma' werd genoemd. Hij verscheen als 'anti-rookdokter' met zijn waarschuwingen regelmatig in de pers en op radio en televisie. Later heeft hij het zelf weleens een "onemanshow" genoemd, niet zo vreemd, zo verklaarde hij, want "de hele medische wereld rookte".
Pas in 1971 kwam de grote doorbraak. Meinsma kreeg steun van vier verenigingen van medisch specialisten. Zij ondernamen actie en stuurden de toenmalig staatssecretaris Roelof Kruisinga van Volksgezondheid een rapport met feiten en cijfers over de sterfte door aan roken gerelateerde ziekten. De arts Kruisinga kon dat initiatief gezien alle publiciteit niet negeren. Hij besloot tot vorming van een speciale commissie van de Gezondheidsraad die hem advies moest uitbrengen over te nemen gezondheidbevorderende maatregelen. De commissie presenteerde de staatssecretaris een rapport met een lijst van mogelijk te nemen rokenbeperkende overheidsmaatregelen. Er was echter onvoldoende politiek en maatschappelijk draagvlak voor en de aanbevelingen verdwenen vooralsnog in een bureaulade. Vanaf 1982 kregen de in Nederland verkochte pakjes tabak pas voor het eerst een door de overheid verplichte waarschuwing opgedrukt. Sinds 1990 is het bij wet verboden te roken in openbare gebouwen; vanaf 1 juli 2008 geldt het verbod ook voor horecagelegenheden en sportkantines.
Voor zijn verdiensten op het gebied van de kankerbestrijding in het algemeen en het tegengaan van het roken in het bijzonder ontving Meinsma in 1979 de Prof. dr. P. Muntendamprijs.
In Zutphen is de Meinsmasingel naar hem genoemd.
- International Standard Name Identifier: 0000 0003 8867 9662
- Nederlandse Thesaurus van Auteursnamen: 07182247X
- Virtual International Authority File: 281935410
- WorldCat: E39PBJjmMTDWX7PwkRKBWCr8YP